# Паркс (Аризона)
Паркс (англ. Parks) — переписна місцевість (CDP) в США, в окрузі Коконіно штату Аризона. Населення — 1382 особи (2020).

## Географія
Паркс розташований за координатами 35°17′7″ пн. ш. 111°58′2″ зх. д. / 35.28528° пн. ш. 111.96722° зх. д. (35.285252, -111.967182). За даними Бюро перепису населення США в 2010 році переписна місцевість мала площу 446,41 км², з яких 446,35 км² — суходіл та 0,06 км² — водойми.

## Демографія
Згідно з переписом 2010 року, у переписній місцевості мешкало 1188 осіб у 534 домогосподарствах у складі 354 родин. Густота населення становила 3 особи/км². Було 1288 помешкань (3/км²).
Расовий склад населення:
| - 91,2 % — білих - 2,4 % — корінних американців - 0,7 % — вихідців з тихоокеанських островів - 0,4 % — чорних або афроамериканців - 0,2 % — азіатів - 2,5 % — осіб інших рас |

До двох чи більше рас належало 2,6 %. Частка іспаномовних становила 9,8 % від усіх жителів.
За віковим діапазоном населення розподілялося таким чином: 17,2 % — особи молодші 18 років, 67,2 % — особи у віці 18—64 років, 15,6 % — особи у віці 65 років та старші. Медіана віку мешканця становила 49,7 року. На 100 осіб жіночої статі у переписній місцевості припадало 105,9 чоловіків; на 100 жінок у віці від 18 років та старших — 108,0 чоловіків також старших 18 років.
Середній дохід на одне домашнє господарство становив 63 783 долари США (медіана — 55 185), а середній дохід на одну сім'ю — 71 668 доларів (медіана — 68 487). За межею бідності перебувало 8,9 % осіб, у тому числі 12,0 % дітей у віці до 18 років та 12,8 % осіб у віці 65 років та старших.
Цивільне працевлаштоване населення становило 704 особи. Основні галузі зайнятості: освіта, охорона здоров'я та соціальна допомога — 19,3 %, публічна адміністрація — 15,9 %, роздрібна торгівля — 11,5 %, виробництво — 10,1 %.